# Sphaerodactylus shrevei
Sphaerodactylus shrevei — вид геконоподібних ящірок родини Sphaerodactylidae. Ендемік Гаїті. Вид названий на честь американського герпетолога Бенджаміна Шріва.

## Опис
Довжина самців Sphaerodactylus shrevei (без врахування хвоста) становить 24 мм, самиць 30 мм. Верхня частина тіла попелясто-сіра, поцяткована темними плямами, нижня частина тіла рівномірно біла.

## Поширення і екологія
Sphaerodactylus shrevei мешкають в прибережних районах на крайньому північному заході острова Гаїті. Вони живуть в сухих тропічних лісах, серед скель. Зустрічаються на висоті до 50 м над рівнем моря. Відкладають яйця.

## Збереження
МСОП класифікує цей вид як такий, що перебуває під загрозою зникнення. Sphaerodactylus shrevei загрожує знищення природного середовища. 